# Thérèse Tietjens

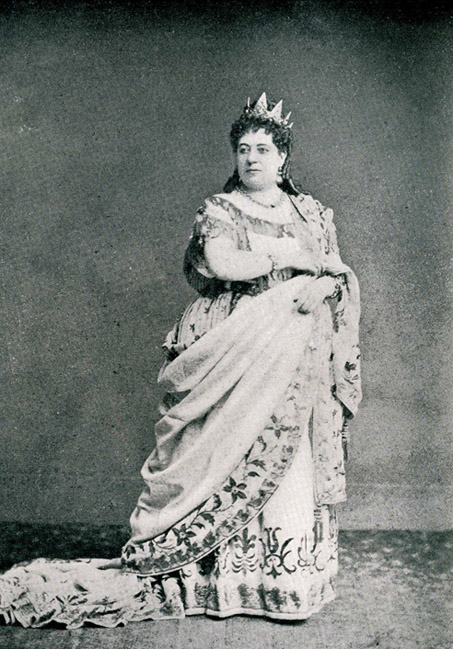
Thérèse Tietjens comme Lucrèce Borgia

Thérèse Caroline Johanne Alexandra Tietjens, née le 17 juillet 1831 à Hambourg et morte le 3 octobre 1877 à Londres, était une soprano de premier plan dans l'opéra et l'oratorio. Tietjens a reçu sa formation vocale à Hambourg et à Vienne. Elle a fait sa carrière principalement à Londres pendant les années 1860 et 1870, mais son triomphe dans la capitale britannique a été stoppé par le cancer.
Durant ses débuts, on a dit de sa voix puissante mais aussi très agile qu'elle pouvait s'étendre de façon continue sur une gamme de trois octaves. De nombreux historiens considèrent qu'elle est la soprano dramatique la plus importante de la seconde moitié du 19e siècle.

## Hambourg, Vienne, Francfort
Elle était allemande de naissance, mais, selon certaines sources, d'origine hongroise.
Ayant manifesté, dès l'enfance, de grandes dispositions pour la musique, elle commence, à l'âge de sept ans, à étudier le piano sous la direction d'un professeur renommé de la ville de Hambourg, nommé Jacob Smith, lequel découvre que son élève possède une très belle voix , et décide de lui donner des leçons de chant. Comme ce n'est pas la spécialité de son enseignement, il réussit à convaincre ses parents de lui donner un autre professeur, Mme Dellery. Elle reçoit ensuite, pendant deux ans, les leçons d'Anton Babnigg (de), ténor, qui la déclare dès lors capable d'aborder la scène avec succès. En avril 1849, Mlle Tietjens débute au théâtre de Hambourg dans Le Maçon, d'Auber, et y est accueillie avec enthousiasme; elle parait aussi dans la Lucrezia Borgia de Donizetti, œuvre avec laquelle elle est associée durant toute sa vie professionnelle. Elle parcourt ensuite l'Allemagne pendant deux années, joue notamment à Francfort, à Brün, où le directeur de l'Opéra impérial de Vienne vient lui offrir un engagement de trois ans avec des conditions avantageuses, dont trois mois de congé annuel qu'elle emploie à visiter Berlin, Dresde, Hambourg et Leipzig. Ce premier engagement terminé, Tietjens en accepte le renouvellement à titre de prima donna assoluta. Elle chante à Francfort à partir de 1850 jusqu'en 1856, et à Vienne à partir de 1856, où elle débute à dans le rôle de Mathilde de Guillaume Tell jusqu'en 1859.
Elle étudie aussi avec Heinrich Proch, qui est également le professeur de Minna Peschka-Leutner et d'autres prima donna.

## Londres (1858-1864)
Poussée par l'impresario Benjamin Lumley, Tietjens fait sa première apparition à Londres, le 13 avril 1858, dans le rôle de Valentine dans Les Huguenots au Her Majesty's Theatre, en présence de la reine Victoria qui devient une de ses admiratrices. L'Angleterre est par la suite son pays de résidence; elle est même naturalisée en 1868 et elle continue à chanter de l'opéra régulièrement au Her Majesty's Theatre, à Drury Lane et à Royal Opera House, jusqu'à sa mort prématurée en 1877.
Elle excellait aussi dans le genre de l'oratorio, et devient l'une des principales sopranos dramatiques en Angleterre, pendant les années 1860 et au début des années 1870, à la fois à la scène et en concert. La première partie de sa carrière à  Londres coïncide avec l'apogée du ténor Antonio Giuglini (en) (1827-1865), un élève de Cellini, qui fait ses débuts au Her Majesty's Theatre en 1857 dans le rôle de Fernando, dans La Favorite. En juillet 1859, Tietjens crée la première à Londres d'Hélène dans Les Vêpres siciliennes de Verdi, quatre ans après la première représentation à Paris, à Drury Lane, avec Giuglini dans le rôle de Arrigo.
À cette époque, la soprano Giulia Grisi chante encore à Londres. Tietjens doit hériter des pièces du répertoire de Grisi à Londres et de celle de Giuditta Pasta. En 1860, Edward T. Smith, directeur du Her Majesty's Theatre, essaie de prendre à la fois le marché de l'opéra anglais et celui de l'opéra italien, en ayant deux entreprises en alternance. L'opéra italien commence avec Il trovatore, avec Tietjens, Lemaire, Giuglini et le baryton Vialetti, et l'équipe continue ensuite avec Don Giovanni, alors que les opéras anglais commencent avec Robin Hood de George Alexander Macfarren' avec Sims Reeves. Elle parcourt ensuite les provinces avec la troupe E. T. Smith; retourna à Vienne, puis va jouer à Barcelone, où elle parait pour la première fois dans le rôle de lady Henriette de Murthu, l'opéra de Flotow, rôle dans lequel elle reparait devant le public de Londres, en mai 1860.
Le 15 juin 1861, Tietjens est la première Amelia  à Londres, lors de la création, au Lyceum Theatre, de un ballo in maschera, monté par James Henry Mapleson (en), avec Ricardo joué par Giuglini, et Renato par Enrico delle Sedie.
Dans son rôle fétiche de Lucrezia, Tietjens joue le personnage lors des débuts de Zelia Trebelli, chantant le rôle d'Orsini, en 1862. Cette année là, Herman Klein (en), 15 ans, la voit dans Les Huguenots et, 40 ans plus tard, décrit sa réalisation alors qu'elle est une tragédienne accomplie. En outre, son professeur décrit sa représentation de Je sais que mon Rédempteur est vivant de Haendel en termes d'émerveillement. Le 14 juillet 1862 au concert du jubilé du 50e anniversaire de la Royal Philharmonic Society, elle chante la Loreley, avec chœur, de Mendelssohn et With joy the impatient husbandman (Sur le cep brille maintenant) des Saisons de Haydn, à la Salle Saint-Jacques (en) à Piccadilly, dirigée par William Sterndale Bennett. Les autres solistes sont le baryton Charles Santley (en), la soprano Jenny Lind, le violoniste Joseph Joachim, le pianiste Lucy Anderson et le violoncelliste Carlo Alfredo Piatti.
L'année 1863 voit la première représentation de Faust de Gounod à Londres, au Her Majesty's Theatre, avec Tietjens dans le rôle de Marguerite, Giuglini (Faust), Charles Santley (Valentin), Edouard Gassier (Méphistophélès) et Trebelli (Siebel). Cette production est transférée au théâtre de Covent Garden et est redonnée chaque saison jusqu'en 1911. La même saison Tietjens crée le rôle de Selvaggia dans Niccolò de' Lapi de Francesco Schira (d) , chef d'orchestre à Drury Lane, avec également Trebelli, Giuglini et Santley (Niccolo). Ce travail connait beaucoup plus de succès que Selvaggia à Milan, en 1875.  Il trovatore,  Norma, est l'un des  plus beaux rôles de Tietjens, avec Désirée Artôt, Adalgisa, dans Oberon de Weber avec Sims Reeves (Huon), Marietta Alboni (Fatima), Trebelli (Puck), le ténor Alessandro Bettini (Oberon), Gassier (Babekan) et Santley (Scherasmin). A l'automne, elle accompagne les tournées Mapleson à Dublin pour apparaître dans Faust avec Reeves, Trebelli et Santley, et elle fait une tournée à Paris. Elle chante le rôle de Valentine des Huguenots à l'Académie impériale de musique en septembre 1863. Le critique du Figaro est très sévère : « La Tietjens n'est point ce qu'on nomme une virtuose c'est un tempérament; elle a de la fougue, de la passion, beaucoup de métier et peu d'art... La Tietjens l'exécute lourdement, péniblement, et avec les restes d'une voix éraillée et essoufflée à défaut de charme, pas l'ombre de style. ». Le critique du journal L'Orchestre est plus mesuré : « Le public de l'Opéra a été froid à l'égard de la débutante le premier soir, à la seconde représentation, il s'est montré plus juste, et il a reconnu qu'il avait devant les yeux une véritable artiste... La conclusion de la tentative faite par la première chanteuse du théâtre de Sa Majesté, est qu'elle mérite et qu'elle porte avec droit le titre d'artiste di cartelio. ».
Les Joyeuses Commères de Windsor d'Otto Nicolai sont créées en Angleterre en mai 1864, avec Tietjens et Caroline Bettelheim dans le rôle des épouses, Gassier (Page) et Santley, les maris, Junca, dans le rôle de Falstaff, Giuglini dans celui de Fenton, Giuseppina Vitali (Anne), Manfredi (Mince) et Mazzetti (Dr Caius). Santley décrit le plaisir qu'il a eu dans la scène avec Tietjens tournant le panier de linge et battant les uns les autres avec des draps.
Tietjens, Santley, Giuglini, Mayerhofer et Pauline Lucca donnent au Palais de Buckingham un concert pour la Reine Victoria en mai 1864. Tietjens chante ensuite  Armide de Gluck, I puritani de Bellini, Rossini et Robert le diable de Meyerbeer. Le 5 juillet 1864, Titiens crée Mireille avec Giuglini dans le rôle de Vincent, dans la première production en l'Angleterre de l'opéra de Gounod. Léon Carvalho, et son beau-frère Miolan supervisent supervisé les dernières répétitions. Santley pense que ce rôle ne lui convient pas. La représentation de Fidelio, de Beethoven en 1864 établit Tietjens comme successeure dans le répertoire de Wilhelmine Schröder-Devrient.

## Londres (1865-1868)
Au début de 1865, Antonio Giuglini (en) prend sa retraite de la scène, montrant des signes de folie. Son remplaçant, que Santley trouve meilleur, est Italo Gardoni, qui crée le rôle de ténor dans I masnadieri en 1847 à Londres avec Jenny Lind et Luigi Lablache. Le 6 juin 1865, Tietjens joue le personnage principal dans la première représentation en Angleterre de Médée, de Luigi Cherubini dans une nouvelle version avec des récitatifs de Luigi Arditi. Plus tard la même année, elle participe à la tournée à Manchester avec Santley dans Don Giovanni, et en octobre à Londres, ils sont apparus ensemble dans Der Freischütz de Weber.
En 1866, elle assiste à l'échec du retour de Giulia Grisi dans La Norma et Don Giovanni. Ses propres apparitions sont cependant réussies, comme dans le rôle titre d'Iphigénie en Tauride, de Gluck, avec Gardoni (Pilade), Santley (Oreste) et Gassier (Thoas). Deux spectacles sont donnés par le Comte de Dudley, pris en charge par Sims Reeves, le baryton Giovanni Battista Belletti (d) , et Santley. La même saison, on la voit dans le rôle d'Elvira dans une reprise d'Ernani avec Tașca, Gassier et Santley, et dans L'Enlèvement au sérail avec Mme Sinico, et Messieurs Gunz, un nouveau ténor Rokitanski, et la basse irlandaise Allan James Foley (en) (Signor Foli).
En 1867, le ténor Pietro Mongini (it) prend le rôle de Alvaro avec Santley dans celui de Vargas et Tietjens le rôle de Leonora, pour la première en Angleterre de La forza del destino de Verdi, le 22 juin, avec Gassier dans le rôle de  Fra Melitone. À cette époque, l'illustre soprano suédoise Christine Nilsson est également devenue une interprète régulière au Her Majesty's Theatre, et on compte parmi les représentions un Don Giovanni avec Tietjens et Nilsson, Mme Sinico, Gardoni et Rokitanski.
Le critique Herman Klein (en) l'entend lors des répétitions au festival de Norwich en 1868. Plus tard, il fait remarquer que sa voix était encore fraîche, puissante et pénétrante, avec la « qualité humaine » curieusement dramatique, qui était peut-être l'attribut le plus notable. Son style est marqué par la même personnalité rare, et son phrasé un curieux mélange de vigueur et de grâce. Elle utilise le portamento dans l'approche d'une note élevée à partir d'une note plus basse, une technique souvent décrite comme laide, mais elle est capable d'entrer dans une note, avec une superbe attaque si elle le souhaite. Son énergie et la pureté de ton sont manifestes dans les premières mesures de l'Inflammatus et accensus du Stabat Mater, de Rossini et dans Laissez-le brillant Séraphin de Haendel.

## Fin de carrière
Tietjens chante de nouveau pour la Royal Philharmonic Society en 1868. L'année suivante, lors de la tentative de former une union entre Her Majesty's Theatre et de Covent Garden, la saison italienne ouvre avec Norma, avec Tietjens dans le rôle-titre, et avec Sinico, Mongini et Foli. Elle chante également avec Reeves et Santley dans la première de 1869 : The Prodigal Son (Le Fils Prodigue), oratorio d'Arthur Sullivan, en 1869. En 1870, Gassier prend sa retraite et la première anglaise de la Messe Solennelle de Rossini est donnée avec Tietjens, Sofia Scalchi, Mongini et Santley. En 1871, Mme Tietjens reçoit la Médaille d'Or de la Royal Philharmonic Society. Dix médailles sont données lors de la mise en œuvre de cette récompense la première année, mais par la suite, rarement plus d'une sur une année.
Lorsque les compagnies de Frederick Gye et de James Henry Mapleson (en) fusionnent en 1871, Tietjens est l'une des principales artistes à ne pas être réengagées par George Bois. Cependant, Lucrezia reste une base de son répertoire au cours des années 1860, et en mai 1872, elle chante de nouveau le rôle, à Drury Lane, pour les débuts à Londres du ténor Italo Campanini (en) (Gennaro), avec Trebelli dans le rôle d'Orsino et le baryton français Jean-Baptiste Faure dans celui d'Alfonso, sous la baguette de Sir Michele Costa. Elle chante les solos de Festival Te Deum (en) de Sullivan, à Crystal Palace.
Campanini est salué comme le successeur de Mario et Giuglini. C'est avec Campanini dans Lohengrin, pour Mapleson au Her Majesty's Theatre, que Tietjens tente son seul rôle Wagnérien, Ortrud. En juin 1874, en compagnie de Christine Nilsson et Campanini, elle a créé un personnage dans le titre posthume de la première production de Il Talismano  de Michael Balfe.  Un rôle mineur dans la production a est créé par un jeune baryton Giovanni de Reschi, qui dans la même année, a fait ses débuts en Angleterre à Drury Lane, dans La Favorite (Alphonse), dans Don Giovanni, dans le rôle de Valentin (Faust), et dans celui du Comte Almaviva. De retour à ses études vocales, il réapparait à Paris comme un ténor en 1884, et est devient connu dans le monde comme Jean de Reszke.
Jusqu'en 1872, elle et Hermine Küchenmeister-Rudersdorf ont été les« Reines » des concerts d'oratorio en Angleterre, mais cette année là, son amie et rivale quitte l'Angleterre pour continuer sa carrière aux États-Unis. Tietjens règne seul.
En 1876, Mlle Tietjens, qui ne quitte Londres qu'à de rares intervalles, s'embarque pour les États-Unis, engagée par Maurice Strakosch (en). Elle joue pour la première fois à Philadelphie, le 20 mars, et reste dans cette ville pendant toute la durée de l'Exposition universelle. Elle visite l'Amérique du Nord, pour entre autres, exécuter la pièce de Lucrèce Borgia à l'Astor Opera House (en) à New York avec le ténor Pasquale Brignoli (en). Ceci constitue le dernier épisode majeur dans son extraordinaire carrière.
Ses grands rôles sont Lucrezia, Leonore, Norma, Médée, et Donna Anna. En plus des autres pièces mentionnées, elle chante Fidès dans Le Prophète,  le rôle éponyme dans Semiramide. La grande Adelina Patti qui est une soprano lyrique,  alors que Tietjens est une soprano dramatique, s'abstient d'ajouter Semiramide à son propre répertoire jusqu'après la mort de Tietjens, par respect pour son immense distinction dans le rôle.

## Fin de vie
À la fin de sa vie, Tietjens développe un cancer, qui lui cause beaucoup de douleur. À ce stade, elle devient une sorte d'institution britannique, et sous la direction de Sir Michael Costa, elle chante durant de nombreux spectacles, Le Messie et Élie, les deux œuvres chers au goût des amateurs de concerts à Londres. Elle grossit beaucoup et en 1920, le baryton américain David Bispham (en) peut se rappeler son apparence, mais pas sa voix. George Bernard Shaw, en 1892, se souvient de la façon dont les représentations de Lucrèce, de Semiramide, de Valentine, de Pamina et de la Comtesse ont établi une sorte de conviction que tous les personnages doivent avoir un extrême surpoids. Malgré son intelligence, son art et sa grâce de bon cœur, il se rappelle d'une voix devenue obsolète. Le public prend l'habitude d'aller la voir elle, pas les rôles, qu'elle joue. Elle est aimée pour ses vertus personnelles autant que pour ses dons artistiques.
Herman Klein (en), qui conserve toujours une haute opinion de Tietjens et de son art, assiste à sa dernière représentation de Lucrezia au Her Majesty's Theatre le 19 mai 1877. Elle sait depuis un certain temps que son corps abrite une tumeur maligne, et elle donne cette représentation, avant de subir une intervention chirurgicale, pour soulager sa peine. Elle est vraiment trop malade pour y aller, mais insiste. Après chacun des actes, elle perd connaissance et a doit être réanimée, mais sur scène elle ne montre aucun signe de sa souffrance physique, et peu dans le public sont au courant de son état. Son dernier cri, quand Lucrèce se rend compte que Gennaro est mort, provoque un frisson à travers l'opéra, elle ne se pas dérobe à la douloureuse chute sur scène de la fin. Le rideau se releve deux fois sous les applaudissements, mais elle est encore inconsciente et immobile. L'opération se déroule comme prévu, en vain. Elle meurt à Londres le 3 octobre 1877. Elle est enterrée dans le Cimetière de Kensal Green de Londres en présence d'une grande foule, au milieu du public en pleurs.
Parmi ses réalisations, elle crée à Londres Faust et Mireille, de Verdi, un ballo in maschera, Les vêpres siciliennes et La forza del destino, et Die lustigen Weiber von Windsor de Nicolai, tout en maintenant pendant 20 ans un répertoire fait de Oberon, Der Freischütz, Fidelio, Médée, Die Zauberflöte, Il Sérail, Les Noces de Figaro et, bien sûr, sa signature, la pièce de Lucrèce Borgiaet de nombreux autres rôles en outre, comme Ortrud. Sa voix est une voix de soprano dramatique de magnifique qualité, et son talent en tant que comédienne est attesté. Le grand volume, la pureté de sa voix et son jeu se combinent pour composer ses pièces dramatiques. Michael Scott suggère que Emma Albani tente, en vain, de reprendre le flambeau de Tietjens, mais que Lillian Nordica et Lilli Lehmann , qui peuvent être entendues sur les enregistrements faits au début des années 1900,  ont été les successeures naturelles de sa tradition vocale.